# Beaufort-en-Vallée
Beaufort-en-Vallée är en kommun i departementet Maine-et-Loire i regionen Pays de la Loire i nordvästra Frankrike. Kommunen ligger i kantonen Beaufort-en-Vallée som tillhör arrondissementet Angers. År 2018 hade Beaufort-en-Vallée 6 682 invånare.

## Befolkningsutveckling
Antalet invånare i kommunen Beaufort-en-Vallée
| Referens: INSEE |